# Camp Holloway
Le camp Holloway est une ancienne base de l’United States Army localisée près de la ville de Pleiku au Viêt Nam.
Le camp Holloway a été fondé en 1962. Il était situé le long de la route 19, à 3 km à l'est de Pleiku, sur les hauts plateaux du centre du Viêt Nam. Le camp a été nommé en 1963 en l'honneur de l'adjudant Charles E. Holloway, pilote d'hélicoptère Vertol H-21, qui, en décembre 1962, est devenu le premier aviateur affecté à la 81e compagnie de transport à être tué au combat.